# 九天化工
九天化工集團有限公司，簡稱九天化工集團，以及九天化工（英語：Jiutian Chemical Group Limited，SGX：C8R），在2003年由河南省煤业化工集团安化公司前身的，安陽化學工業集团有限责任公司分拆成立。
旗下公司為安阳九天精细化工有限责任公司，以及安化集团下属的甲醇分公司、气体分公司，業務在河南省經營甲醇、氣體，以及各種化工類別產品，總部位於河南省安阳市龙安区彰武街。現時董事長及總裁為孫志強。招股價為0.29坡元，配售股份為94,929,000股，集資額為27,529,410坡元。

## 連結
- AHJT.com